# Babs Gonzales
Babs Gonzales  né Lee Brown le 27 octobre 1919 et mort le 23 janvier 1980, est un chanteur américain de jazz de l'ère bebop qui a notamment été remarqué pour l'écriture d'une célèbre chanson de Dizzy Gillespie, Oop-Pop-A-Da, laquelle a été enregistrée et interprétée par son propre band, Three Bips and a Bop. En 1967, Babs publie une autobiographie intitulée, I, paid my dues - good times...no bread - a story of jazz.

## Biographie
Gonzales est né à Newark dans le New Jersey. Il est connu pour être un précurseur en vocalese dans le style scat. C'est le cas par exemple sur sa version du standard bop de Charlie Parker, Ornithology. De 1950 à 1953, Gonzales est manageur et chanteur dans le groupe de James Moody et plus tard a joué et enregistré avec des musiciens tels que Jimmy Smith, Benny Green, Lenny Hambro et Johnny Griffin. Sonny Rollins a également fait ses premiers enregistrements avec Gonzales sur l'album Strictly Bebop.

## Discographie

### Albums
- Voila The Preacher , 2 versions, Esquire, 1958
- Tales Of Manhattan: The Cool Philosophy Of Babs Gonzales, 4 versions, Jaro International, 1959
- Live At Small's Paradise, 5 versions, Dauntless, 1963
- The Expubident World of Babs "Speedy" Gonzales (LP, Album), Expubidence Records, EXP-008, 1968
- Babs (LP), Chiaroscuro Records, CR 2032, 1981
- Ghetto Street Poetry & Funk (LP), Expubidence Records, EXP 011
- The Be-Bop Story (LP), Expubidence Records, EXP 004

### Singles & EPs
- The Be-Bop Santa Claus / Manhattan Fable, 2 versions, Bruce Records, 1954
- Babs Gonzales - Voila / No Fools-No Fun (7"), Ballard Music, BAB 0001/2, 1954
- Rockin' & Rollin' The Blues / Hair Dressen Women (Put Your Business In The Street) (7"), Crazy Record Co., 1002, 1955
- House Rent Party / She's Just Right For Me (7", Single), King Records (3), 45-4885, 1955
- "Drôle De Rêve" - The Preacher (7", EP, Mono)	, Decca, 450.928	1960
- Babs Gonzales, CBA Ensemble / Music Inc.* And The CBA Ensemble* - Ali Is The Champ For Me / Abscretions, 2 versions, O'Bé Records
- We Ain't Got Integration / Lonely One (7", Single, Promo), Prestige, PRES 204
- Babs Celebrity Party (7"), Crazy Record Co., C-0001
- The Be-Bop Santa Claus / Watch Them Resolutions (7", Single), King Records (3), 45-4836
- Old McDonald Did The Twist (7", Single), Tina Records (2), 0003

### Compilations
- Tadd Dameron, Babs Gonzales, Dizzy Gillespie - Strictly Bebop , 4 versions, Capitol Records, 1972
- Slim Gaillard / Babs Gonzales - Shuckin' And Jivin', (CD, Comp), King Masters, KCD 6012, 1997
- Weird Lullaby (CD, Comp), Blue Note Records, CDP 7 84464 2, 1997
- A Proper Introduction To Babs Gonzales: Real Crazy (CD, Comp), Proper Records (2), INTRO CD 2052, 2004
- Googie Rene And Babs Gonzales - From Romesville To Manhattan (CD, Comp), Righteous, RIGHTEOUS PSALM 23:24, 2010
- Cool Whalin', (CD, Comp), Babs (2), Babs-6402